# أوليفر إتش لوري
أوليفر إتش لوري (بالإنجليزية: Oliver H. Lowry)‏ هو أستاذ جامعي وعالم كيمياء حيوية أمريكي، ولد في 18 يوليو 1910 في شيكاغو في الولايات المتحدة، وتوفي في 29 يونيو 1996 في سانت لويس في الولايات المتحدة بسبب مرض آلزهايمر.